# Mina quasi Jannacci
Mina quasi Jannacci — тридцать второй студийный альбом итальянской певицы Мины, выпущенный в ноябре 1977 года на лейбле PDU, дистрибьютором выступила компания EMI Italiana. Изначально распространялся как двойной альбом вместе с Mina con bignè, затем стал продавался отдельно.
Альбом поднялся до четвёртого места в еженедельном хит-параде Италии.

## Об альбоме
На данном альбоме певица исполняет песни из репертуара известного итальянского певца и композитора Энцо Янначчи. Песни в основном уже исполнены автором, за исключением двух ранее неопубликованных:
- «Vita vita» — использовалась в том же году для саундтрека к фильму Мауро Болоньини «Большое варево»: это основная тема фильма и присутствует как в начальных, так и в конченых титрах[5]. Никогда не исполнялась Энцо Янначчи.
- «Ecco tutto qui» — музыка из песни уже использовалась автором в песне «Dagalterun fandango» (из O vivere o ridere 1976 года); эту версию также Яначчи запишет для альбома Foto ricordo 1979 года.

В дискографии Мины других песен Энцо Янначчи, кроме этих десяти, нет.

## Отзывы критиков
Клаудио Милано из OndaRock в своём ретроспективном обзоре заявил, что это самые красивые песни из авторской коллекции Энцо Янначчи, который, сбросив маску шута, раскрывается во всех слабостях и в величии рассказчика человеческого отчаяния, передаче духа времени. Ракка также отметил совершенное, небесное исполнение Мины, хотя и в драматическом ключе, а также, что аранжировки кажутся идеальными. Резюмируя, он написал: «Пластинка, граничащая с совершенством, веха, которая ласкает жанры, превосходя их, шкатулка с сокровищами, которую нужно открывать с осторожностью, дневник, брошенный на чердаке, история Италии в жизни, которая присутствует каждый день, но которая в музыке, к сожалению, его больше не существует». Итальянский журналист Альдо Далла Веккья в своей книге «Мина для начинающих» отметил, что это утонченная дань уважения, которая является одной из её наименее понятых, но самых необычных и очаровательных записей. Клаудио Дзонта из La Civiltà Cattolica написал, что Мина исполнила материал со всей своей естественностью и классом.

## Список композиций
Слова и музыка всех песен Энцо Янначчи, за исключением отмеченных.
1. «Rino» — 2:15
2. «E l’era tardi» — 3:32 — при участии Энцо Янначчи
3. «Saxophone» (Беппе Виола, Энцо Янначчи) — 3:19
4. «Vincenzina e la fabbrica» — 3:50
5. «Tira a campà» (Лина Вертмюллер, Беппе Виола, Энцо Янначчи) — 5:30
6. «La sera che partì mio padre» — 4:23
7. «Vita vita» (Беппе Виола, Энцо Янначчи) — 3:43
8. «E sapere» (E savè) — 4:30
9. «Sfiorisci bel fiore» — 3:55
10. «Ecco tutto qui» — 3:50

## Участники записи
- Аранжировка, дирижёр — Джанни Феррио
- Вокал — Мина, Энцо Янначчи (2)
- Звукорежиссёр, запись, сведение — Нуччо Ринальдис
- Сведение — Альба Феррио
- Фото — Мауро Балетти
- Художественный руководитель — Лучано Талларини

Все данные взяты из примечаний к альбому.

## Чарты
| Чарт (1977—1978)                                   | Высшая позиция |
| -------------------------------------------------- | -------------- |
| Италия (Billboard) · Вместе с Mina con bignè       | 5              |
| Италия (Musica e dischi) · Вместе с Mina con bignè | 4              |